# Monte-Carlo Rolex Masters 2021
Monte-Carlo Rolex Masters 2021 byl profesionální tenisový turnaj mužů, hraný jako součást okruhu ATP Tour, v areálu Monte Carlo Country Clubu na otevřených antukových dvorcích. Probíhal mezi 11. až 18. dubnem 2021 ve francouzském příhraničním městě Roquebrune-Cap-Martin u Monte Carla jako stý čtrnáctý ročník turnaje.
Turnaj se po grandslamu a Turnaji mistrů řadil do třetí nejvyšší kategorie okruhu ATP Tour Masters 1000. Jeho dotace činí 2 460 585 eur. Podvanácté se oficiálním generálním sponzorem stala švýcarská hodinářská společnost Rolex, jejíž název je součástí názvu. V rámci kategorie Masters 1000 se nejednalo o událost s povinným startem hráčů. Zvláštní pravidla tak upravila přidělování bodů i počet hráčů. Z hlediska startujících do soutěže dvouhry a čtyřhry nastoupil počet tenistů obvyklý pro nižší kategorii ATP Tour 500, zatímco body jsou přiděleny podle rozpisu kategorie Masters 1000.
Nejvýše nasazeným hráčem ve dvouhře se stal první tenista světa Novak Djoković ze Srbska. Jako poslední přímý účastník do singlové soutěže nastoupil 67. hráč žebříčku, Španěl Pablo Andújar.
Ročník 2020 se nekonal pro přerušení sezóny v důsledku pandemie covidu-19. Pro platná koronavirová omezení na francouzském území se ročník 2021 hrál bez přítomnosti diváků.
Šestý singlový titul na okruhu ATP Tour vybojoval Řek Stefanos Tsitsipas, který tak získal první trofej v sérii Masters. Čtyřhru ovládla chorvatská dvojice Nikola Mektić a Mate Pavić, jejíž členové získali pátý společný triumf.

## Rozdělení bodů a finančních odměn

### Rozdělení bodů
| Soutěž  | vítězové | finalisté | semifinalisté | čtvrtfinalisté | 16 v kole | 32 v kole | 56 v kole | Q  | Q2 | Q1 |
| ------- | -------- | --------- | ------------- | -------------- | --------- | --------- | --------- | -- | -- | -- |
| dvouhra | 1000     | 600       | 360           | 180            | 90        | 45        | 10        | 25 | 16 | 0  |
| čtyřhra | 1000     | 600       | 360           | 180            | 90        | 45        | 0         | —  | —  | —  |

### Finanční odměny
| Soutěž                                | vítězové  | finalisté | semifinalisté | čtvrtfinalisté | 16 v kole | 32 v kole | 56 v kole | Q2      | Q1      |
| ------------------------------------- | --------- | --------- | ------------- | -------------- | --------- | --------- | --------- | ------- | ------- |
| dvouhra                               | 251 085 € | 150 000 € | 85 000 €      | 46 500 €       | 29 000 €  | 18 100 €  | 12 000 €  | 6 100 € | 3 250 € |
| čtyřhra                               | 50 000 €  | 35 000 €  | 24 000 €      | 16 250 €       | 11 000 €  | 7 500 €   | —         | —       | —       |
| částky ve čtyřhře jsou uvedeny na pár |           |           |               |                |           |           |           |         |         |

## Dvouhra mužů

### Nasazení
| Stát                         | Hráč                  | ATP | Nasazení |
| ---------------------------- | --------------------- | --- | -------- |
| Srbsko                       | Novak Djoković        | 1.  | 1.       |
| Rusko                        | Daniil Medveděv       | 2.  | 2.       |
| Španělsko                    | Rafael Nadal          | 3.  | 3.       |
| Řecko                        | Stefanos Tsitsipas    | 5.  | 4.       |
| Německo                      | Alexander Zverev      | 6.  | 5.       |
| Rusko                        | Andrej Rubljov        | 8.  | 6.       |
| Argentina                    | Diego Schwartzman     | 9.  | 7.       |
| Itálie                       | Matteo Berrettini     | 10. | 8.       |
| Španělsko                    | Roberto Bautista Agut | 11. | 9.       |
| Francie                      | Gaël Monfils          | 13. | 10.      |
| Belgie                       | David Goffin          | 14. | 11.      |
| Španělsko                    | Pablo Carreño Busta   | 15. | 12.      |
| Polsko                       | Hubert Hurkacz        | 16. | 13.      |
| Bulharsko                    | Grigor Dimitrov       | 17. | 14.      |
| Itálie                       | Fabio Fognini         | 18. | 15.      |
| Chile                        | Cristian Garín        | 20. | 16.      |
| Žebříček ATP k 5. dubnu 2021 |                       |     |          |

### Jiné formy účasti
Následující hráči obdrželi divokou kartu do hlavní soutěže:
- Lucas Catarina
- Lorenzo Musetti
- Lucas Pouille
- Holger Rune

Následující hráči se do hlavní soutěže probojovali z kvalifikace:
- Salvatore Caruso
- Marco Cecchinato
- Federico Delbonis
- Thomas Fabbiano
- Dominik Koepfer
- Alexei Popyrin
- Stefano Travaglia

Následující hráč postoupil z kvalifikace jako tzv. šťastný poražený:
- Pedro Martínez

#### Odhlášení
před zahájením turnajem
- Borna Ćorić → nahradil jej  Tommy Paul
- John Isner → nahradil jej  Pablo Andújar
- Gaël Monfils → nahradil jej  Pedro Martínez
- Kei Nišikori → nahradil jej  Laslo Djere
- Reilly Opelka → nahradil jej  Jérémy Chardy
- Dominic Thiem → nahradil jej  Alejandro Davidovich Fokina
- Stan Wawrinka → nahradil jej  Jordan Thompson

## Mužská čtyřhra

### Nasazení
| Kolumbie                                                                              | Juan Sebastián Cabal  | Kolumbie           | Robert Farah     | 5.  | 1. |
| Chorvatsko                                                                            | Nikola Mektić         | Chorvatsko         | Mate Pavić       | 5.  | 2. |
| Chorvatsko                                                                            | Ivan Dodig            | Slovensko          | Filip Polášek    | 17. | 3. |
| Španělsko                                                                             | Marcel Granollers     | Argentina          | Horacio Zeballos | 20. | 4. |
| USA                                                                                   | Rajeev Ram            | Spojené království | Joe Salisbury    | 23. | 5. |
| Nizozemsko                                                                            | Wesley Koolhof        | Polsko             | Łukasz Kubot     | 26. | 6. |
| Francie                                                                               | Pierre-Hugues Herbert | Francie            | Nicolas Mahut    | 29. | 7. |
| Německo                                                                               | Kevin Krawietz        | Rumunsko           | Horia Tecău      | 42. | 8. |
| Žebříček ATP k 5. dubnu 2021; číslo je součtem žebříčkového postavení obou členů páru |                       |                    |                  |     |    |

### Jiné formy účasti
Následující páry obdržely divokou kartu do hlavní soutěže:
- Romain Arneodo /  Hugo Nys
- Simone Bolelli /  Jannik Sinner
- Petros Tsitsipas /  Stefanos Tsitsipas

#### Odhlášení
před zahájením turnajem
- Jan-Lennard Struff /  Dominic Thiem → nahradili je  Alexandr Bublik /  Dušan Lajović
- Jamie Murray /  Bruno Soares → nahradili je  Jamie Murray /  Jan-Lennard Struff
- Tim Pütz /  Alexander Zverev → nahradili je  Marcelo Demoliner /  Daniil Medveděv

## Přehled finále

### Mužská dvouhra
- Stefanos Tsitsipas vs.  Andrej Rubljov, 6–3, 6–3

### Mužská čtyřhra
- Nikola Mektić /  Mate Pavić vs.  Daniel Evans /  Neal Skupski, 6–3, 4–6, [10–7]